# Yeshayahu Tishbi
Yeshayahu Tishbi (în ebraică ישעיהו תשבי, născut Sándor Schwartz la 31 august 1908, Sanislău, azi județul Satu Mare — d. 15 martie 1992) a fost un cercetător israelian originar din Transilvania, în domeniul filozofiei, al literaturii religioase, al moralei și misticii evreiești, al Cabalei.
A fost profesor la Universitatea Ebraică din Ierusalim, laureat al premiului Israel (premiul de stat al Israelului) (1979) și primul laureat al Premiului Gershom Shalom pentru cercetarea Cabalei.